# Rekonvalescence

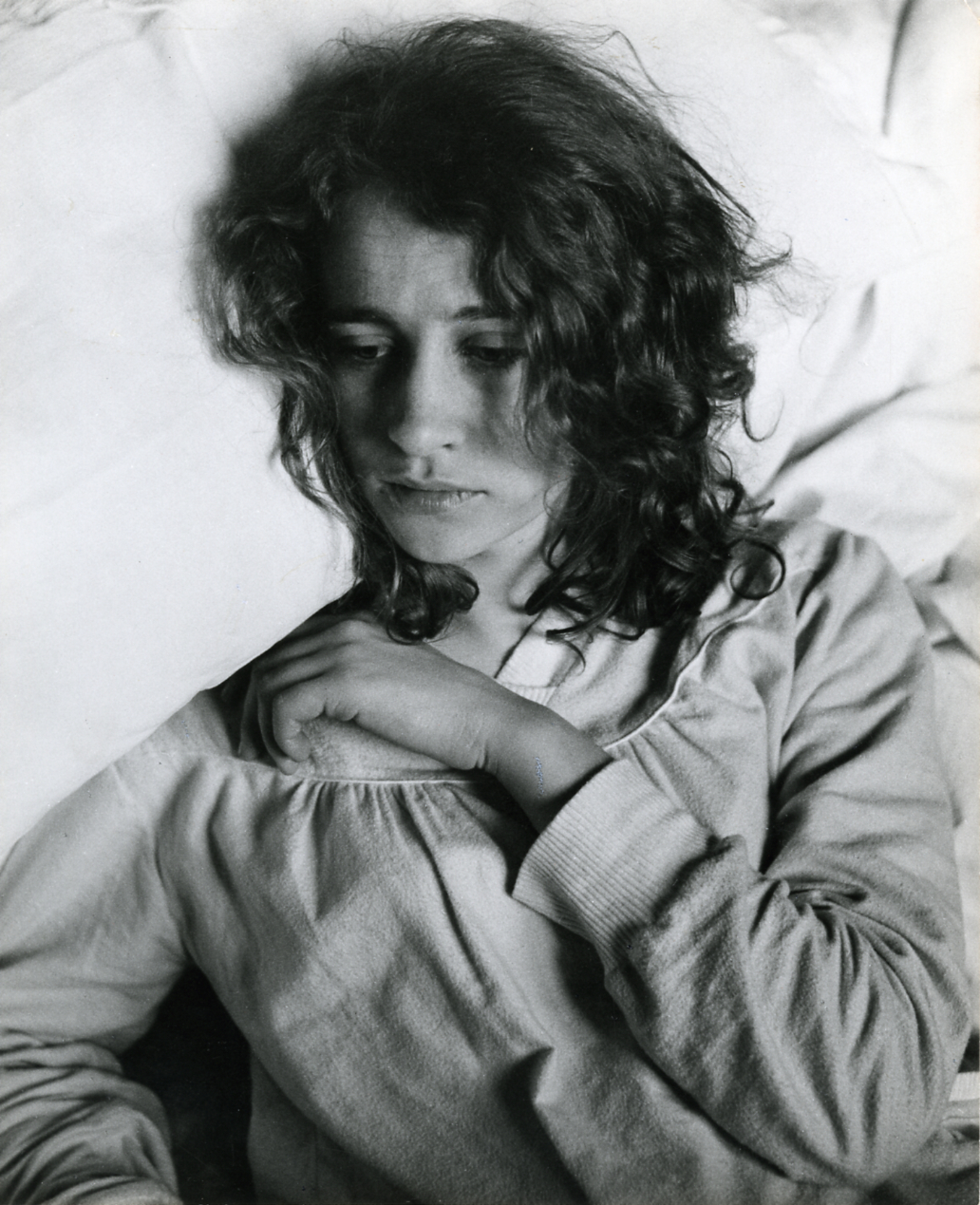
Žena v rekonvalescenci. Foto Paolo Monti.

Rekonvalescence nebo také zotavování je postupné navracení zdraví a sil po nemoci nebo úrazu. Během rekonvalescence dochází k úpravě funkcí organizmu poškozených chorobou. Může se jednat buď o obnovu či opravu poškozených tkání, jako např. obnovení energetických zásob (tuku) či tvorba definitivních jizev po úrazech, nebo o adaptaci organizmu na ztrátu funkce, jako např. adaptace na ztrátu končetiny. Rekonvalescence tedy zahrnuje péči o pacienty po velkém chirurgickém zákroku, po kterém jsou povinni pravidelně navštěvovat lékaře na kontroly. Tato péče a léčba rekonvalescentního pacienta se označuje jako následná péče.
Může také jít o pozdější fázi např. infekčního onemocnění, kdy se pacient vrátí k předchozímu zdraví, ale je i nadále zdrojem infekce pro ostatní, i když sám už se cítí lépe. V tomto smyslu je rekonvalescence synonymem uzdravení.
Při zotavování pacienta může hrát významnou úlohu lázeňská péče nebo vhodná rehabilitace.

## Alternativní definice
Rekonvalescence je také období mezi vymizením hlavních příznaků nemoci a úplným uzdravením.
Anthony definoval zotavení z hlediska psychologie jako „hluboce osobní, jedinečný proces změny vlastních postojů, pocitů, hodnot, cílů, dovedností a rolí. Je to způsob, jak žít spokojený, nadějeplný a přínosný život přes všechna omezení způsobená nemocí. Zotavení buduje nový význam a smysl života tím, že člověk katastrofální důsledky způsobené duševním onemocněním překoná.“